# NGC 5277
NGC 5277 é uma galáxia espiral (Sbc) localizada na direcção da constelação de Canes Venatici. Possui uma declinação de +29° 57' 15" e uma ascensão recta de 13 horas, 42 minutos e 38,4 segundos.
A galáxia NGC 5277 foi descoberta em 23 de Maio de 1881 por Édouard Jean-Marie Stephan.